# Gasarara (vattendrag i Burundi, Kayanza)
Gasarara är ett vattendrag i Burundi.   Det ligger i provinsen Kayanza, i den nordvästra delen av landet, 50 kilometer nordost om huvudstaden Bujumbura.
Omgivningarna runt Gasarara är en mosaik av jordbruksmark och naturlig växtlighet. Runt Gasarara är det tätbefolkat, med 459 invånare per kvadratkilometer.